# Isabella Stewart Gardner Museum

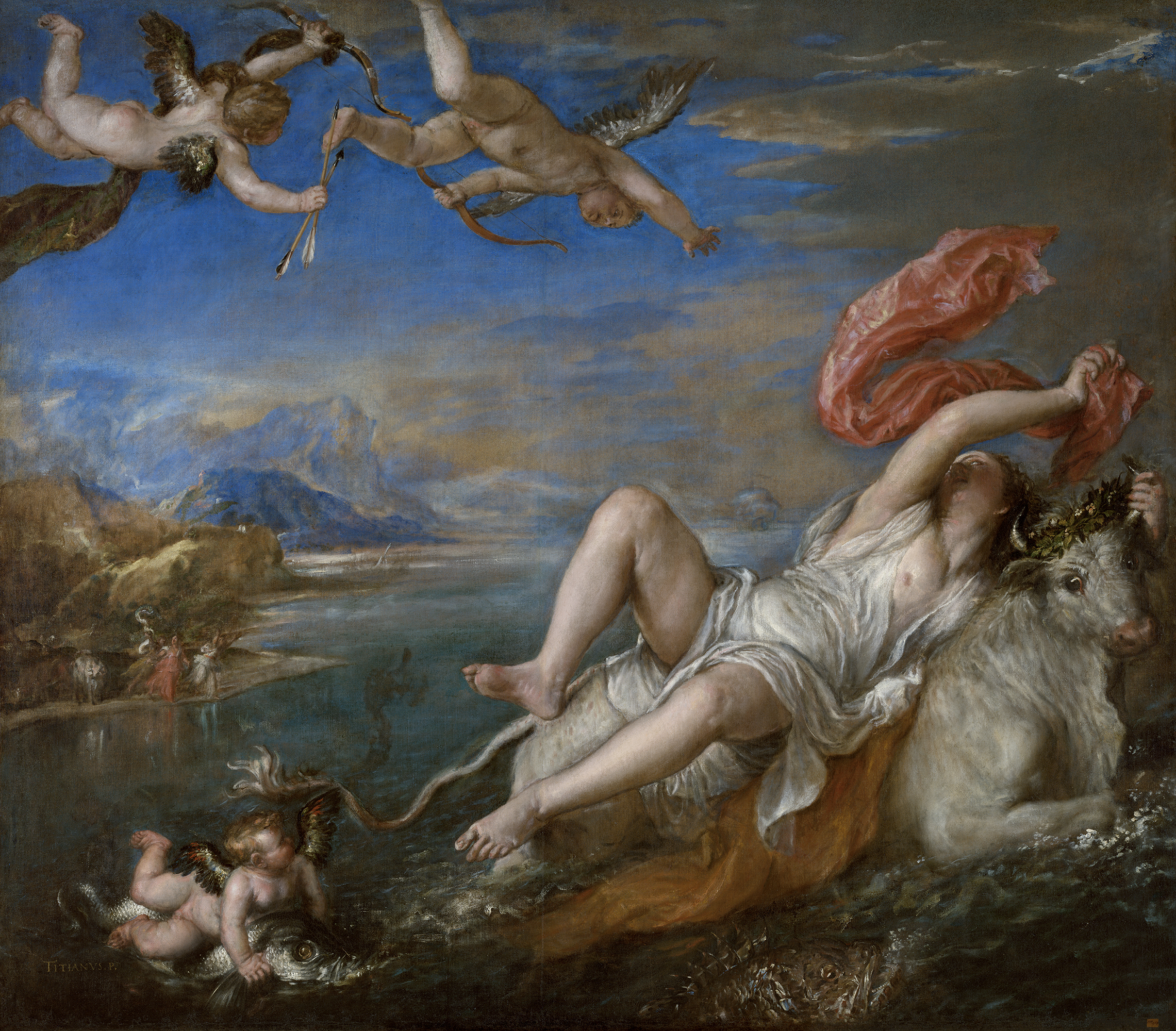
Tizian: Bortrövandet av Europa, 1562.

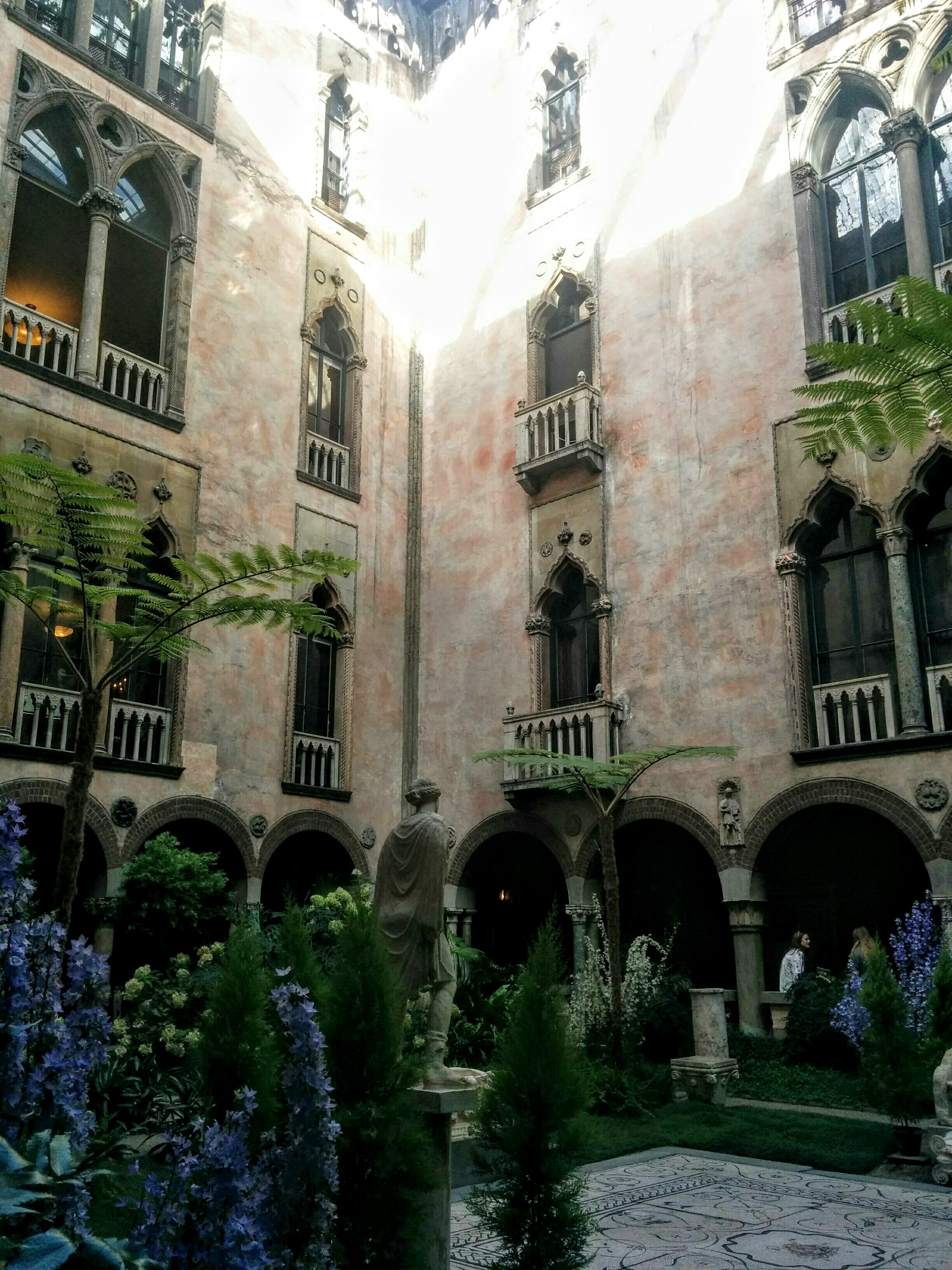
Museets innergård.

Isabella Stewart Gardner Museum, eller Fenway Court, är ett konstmuseum i Boston, Massachusetts, USA. 
Museet har en samling av mer än 2 500 verk av europeiska, asiatiska och amerikanska målningar, skulpturer, bonader och konsthantverksföremål.

## Historik

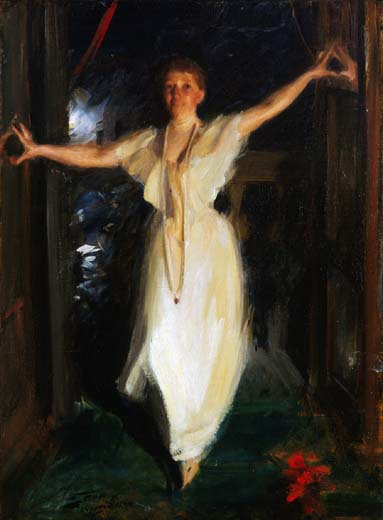
Isabella Stewart Gardner i Venedig (1894), av Anders Zorn (Gardner Museum).

Isabella Stewart Gardner byggde upp en konstsamling på basis av ett arv efter sin far 1891. Hon  anlitade arkitekten Willard T. Sears att rita en byggnad i venetiansk stil för sin konstsamling och museet kom till stånd 1903.  
Det första centrala verket var Johannes Vermeers Konserten, som Isabella Stewart Gardner ropade in på en auktion i Paris 1892. Två år senare köpte hon ett verk av Sandro Botticelli. 
Samlingen är framför allt känd för italienska renässansmålningar, samt för verk av de amerikanska 1800-talskonstnärerna John Singer Sargent och James McNeill Whistler. Samlingen innehåller även ett flertal verk av Anders Zorn. 
Isabella Stewart Gardner bestämde att den existerande samlingen skulle bibehållas i det skick det hade vid hennes död, arrangerad enligt hennes förhållningsorder, om denna önskan inte efterföljdes skulle fastigheten samt konstverken säljas och intäkterna skänkas till Harvard-universitetet.
Museet är uppbyggt för att ge en atmosfär mer av ett hem än ett konstmuseum. Det saknas informationsskyltar för flertalet föremål och beslysning är dämpad i lokalerna.

## 1990 års konststöld
Huvudartikel: Konststölden på Isabella Stewart Gardner Museum
En marsdag 1990 lyckades två konsttjuvar i polisuniformer dupera sig in i museet strax efter midnatt. Efter att ha satt handklovar på två vakter, stal de tretton konstverk till ett uppskattat värde av mer än 500 miljoner dollar, däribland Johannes Vermeers Konserten och tre verk av Rembrandt van Rijn. Denna konststöld har bedömts vara den största konststölden hittills och är ännu inte uppklarad.

## Fotogalleri - målningar som stals 1990

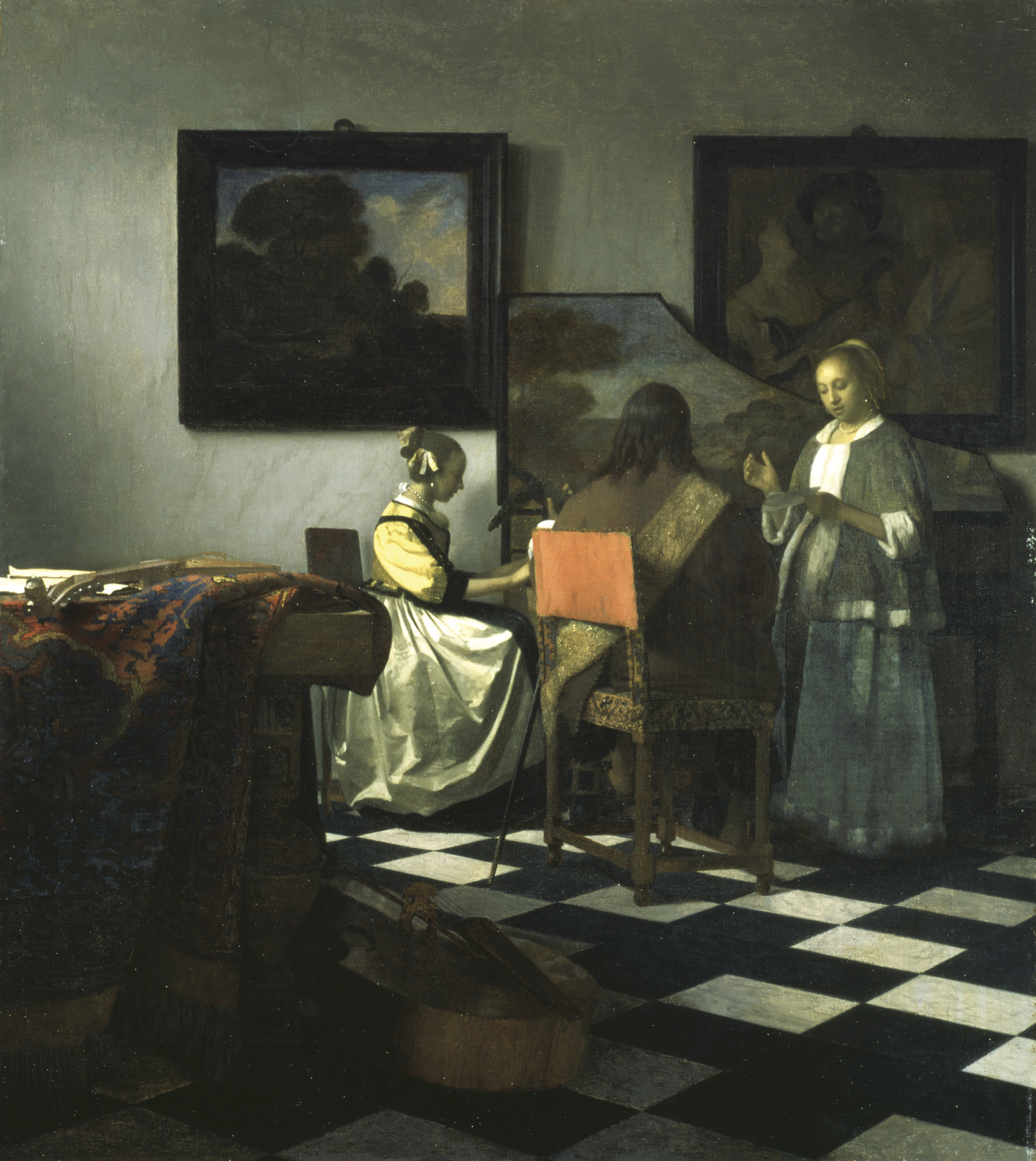
Johannes Vermeer: Konserten, omkring 1658-60
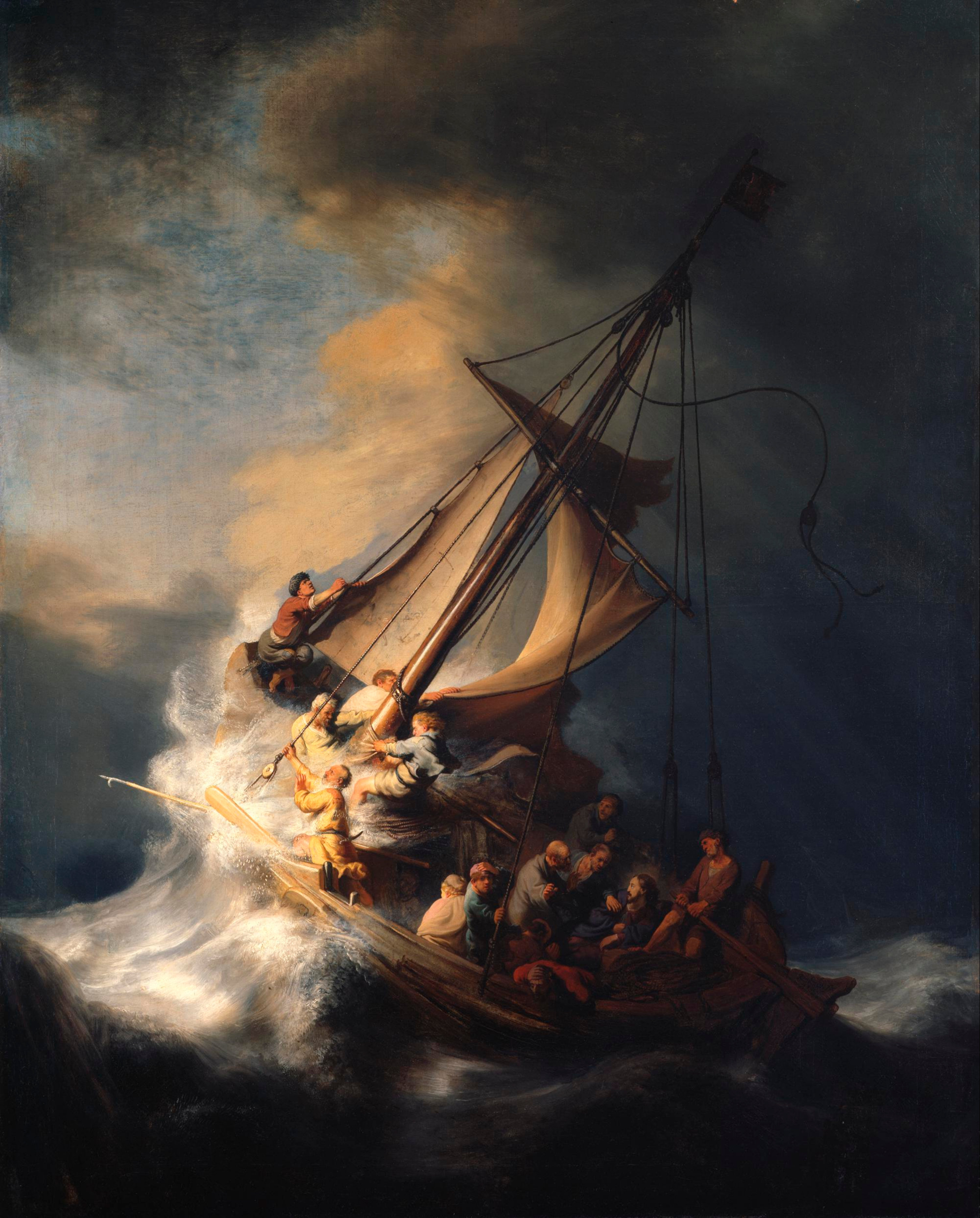
Rembrandt van Rijn: Stormen på Galileiska sjön, 1633
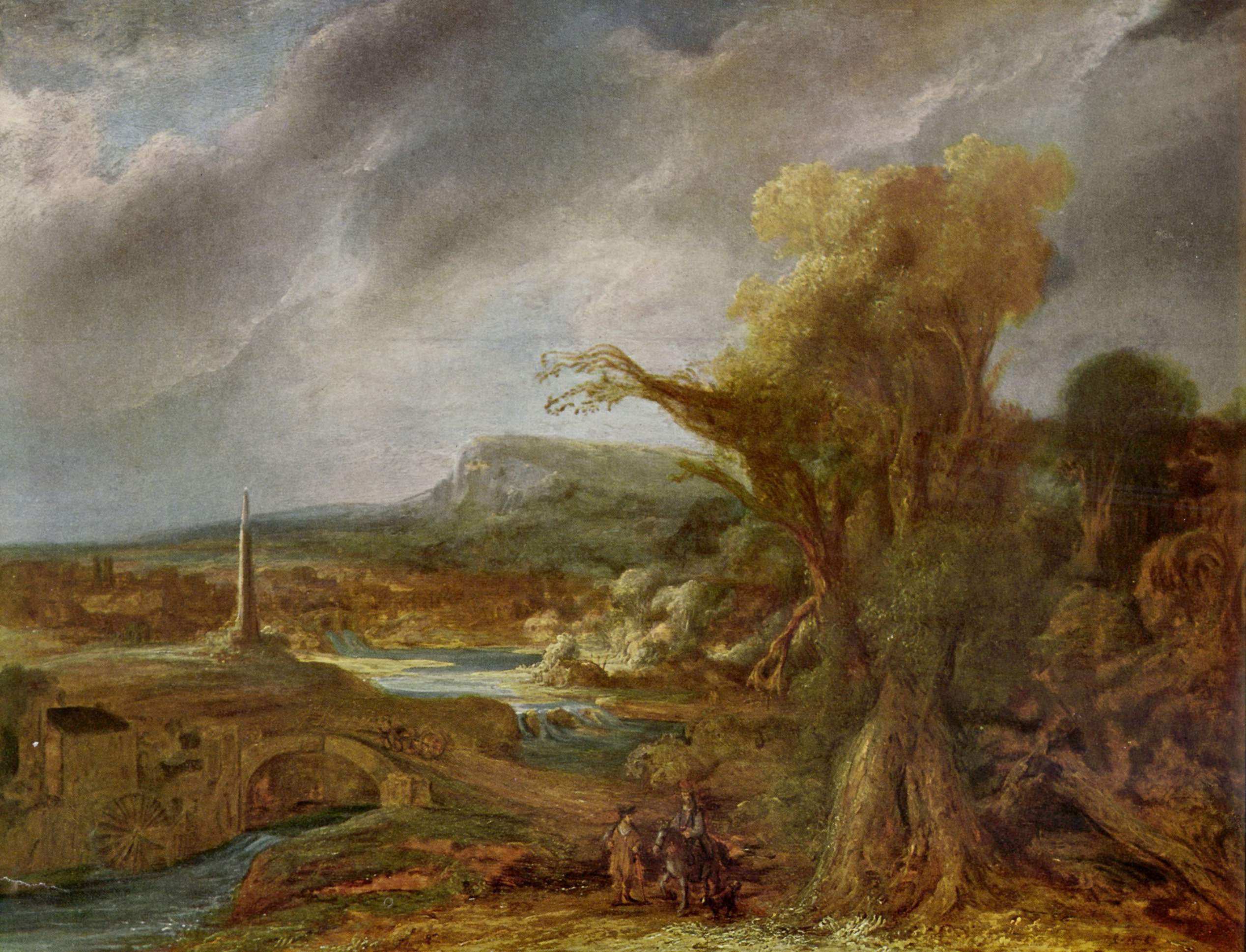
Govaert Flinck: Landskap med obelisk Obelisk, 1638